# كيسوكي هوندا
كيسوكي هوندا (باليابانية: 本田 圭佑؛ بالإنجليزية: Honda Keisuke) هو لاعب كرة قدم ياباني ولد في 13 يونيو 1986 بمدينة سيتسو. ويلعب هوندا في مركز وسط هجوم. لعب في الدوري الإيطالي الممتاز مع نادي إيه سي ميلان وحاليا مدربا لمنتخب كمبوديا.

## مسيرته مع الأندية

### الانطلاقة مبكراً
ولد في سيتسو، ولاية أوساكا، بدأت هوندا لعب كرة القدم مع نادي سيتسو «النادي المحلي» عندما كان في الصف الثاني في المدرسة الابتدائية. وانضم إلى فريق غامبا أوساكا للشباب (فريق الناشئين) ولكن النادي لم يرقيته إلى فريق الشباب. دخل مدرسة سيريو الثانوية (جا: 星 棱 高等学校) في ولاية إيشيكاوا وبدأ اللعب للمدرسة. وكان واحدا من اللاعبين الرئيسيين لفريق سيريو عندما تقدم إلى الدور قبل النهائي لجميع مدارس اليابان الثانوية لكرة القدم للمرة الأولى بصفته ممثلا لمحافظة ايشيكاوا. اختير واحدا من اللاعبين الواعدين في الدوري الياباني «القسم 1» والاتحاد الياباني في عام 2004.
بعد تألقه الكبير مع فرق المدارس وقع لنادي ناجويا جرامبوس في سن مبكره ولعب لهم مباراة في كاس الإمبراطور وهو لا يزال طالب في 2004 اختير ضمن أفضل المواهب الصاعده في اليابان. وبعد تخرجه عام 2005 انتقل للعب بشكل منتظم مع نادي ناجويا. بعد ثلاثة مواسم قضاها مع ناجويا وفي 2008 بالتحديد انتقل هوندا إلى نادي فينلو الهولندي وقدم مسيره ناجحه معهم حيث لعب 68 مباراة وسجل 24 هدف، ولقبه جمهر فريق فينلو بــ «الإمبراطور كايسوكي». وفي اواخر 2009 انتقل هوندا إلى نادي سسكا موسكو الروسي. وأول مباراة له مع الفريق كانت ضد نادي اشبيليه في اياب دور ال16 من دوري ابطال أوروبا حيث صنع هوندا هدف وسجل الثاني من ضربه حرة مباشرة استطاع بها فريقه الصعود للدور ربع النهائي ليصبح بذلك أول لاعب ياباني يصل للدور ربع النهائي من دوري الابطال.

### ناغويا غرامبوس
كان هوندا قادرا على التسجيل كلاعب ناغويا غرامبوس في حين كان لا يزال قادراً للعب لمدرسته الثانوية. ولعب مباراة واحدة كأس رابطة اندية المحترفين اليابانية لناغويا بينما كان لا يزال طالبا. بعد تخرجه، التحق رسميا بـ «ناغويا» في عام 2005. بدأ المباراة الأولى هذا الموسم وكان مساعداً للفريق. في 2006، أصبح هو الأساسي والمعتاد عليه في النادي.

### فنلو

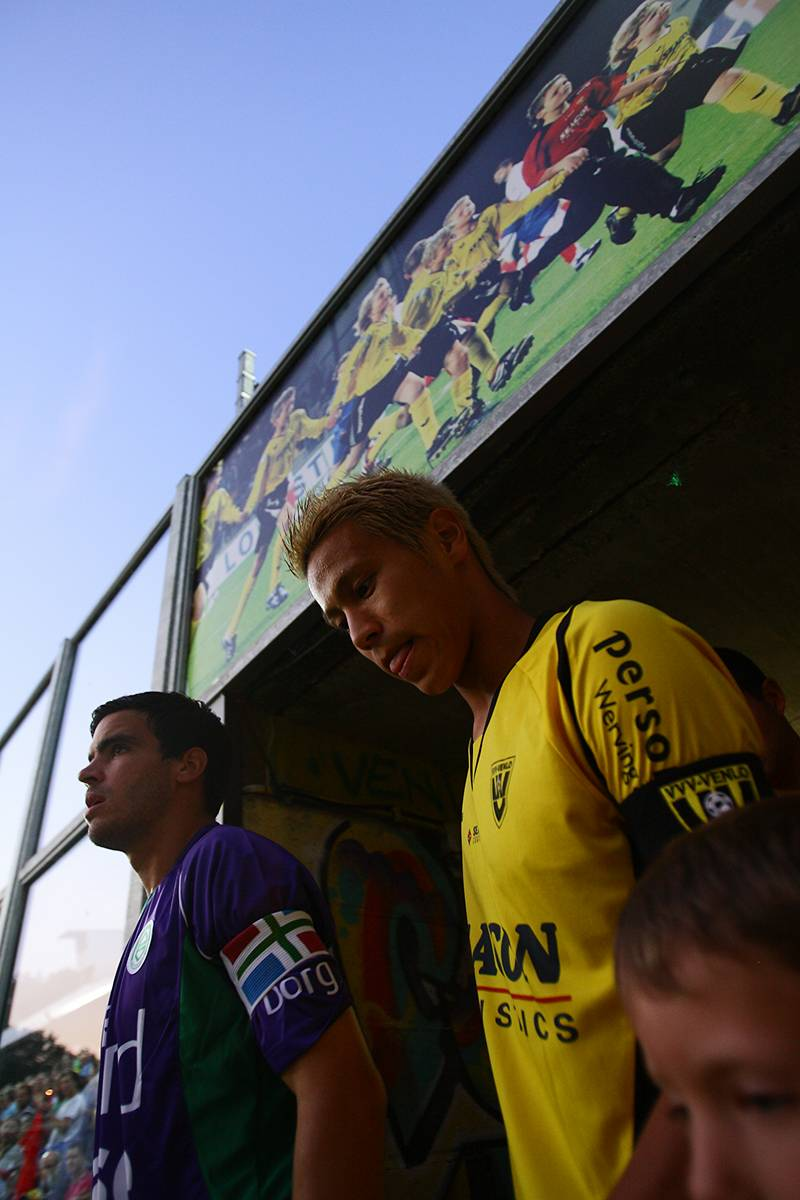
هوندا مع نادي فنلو

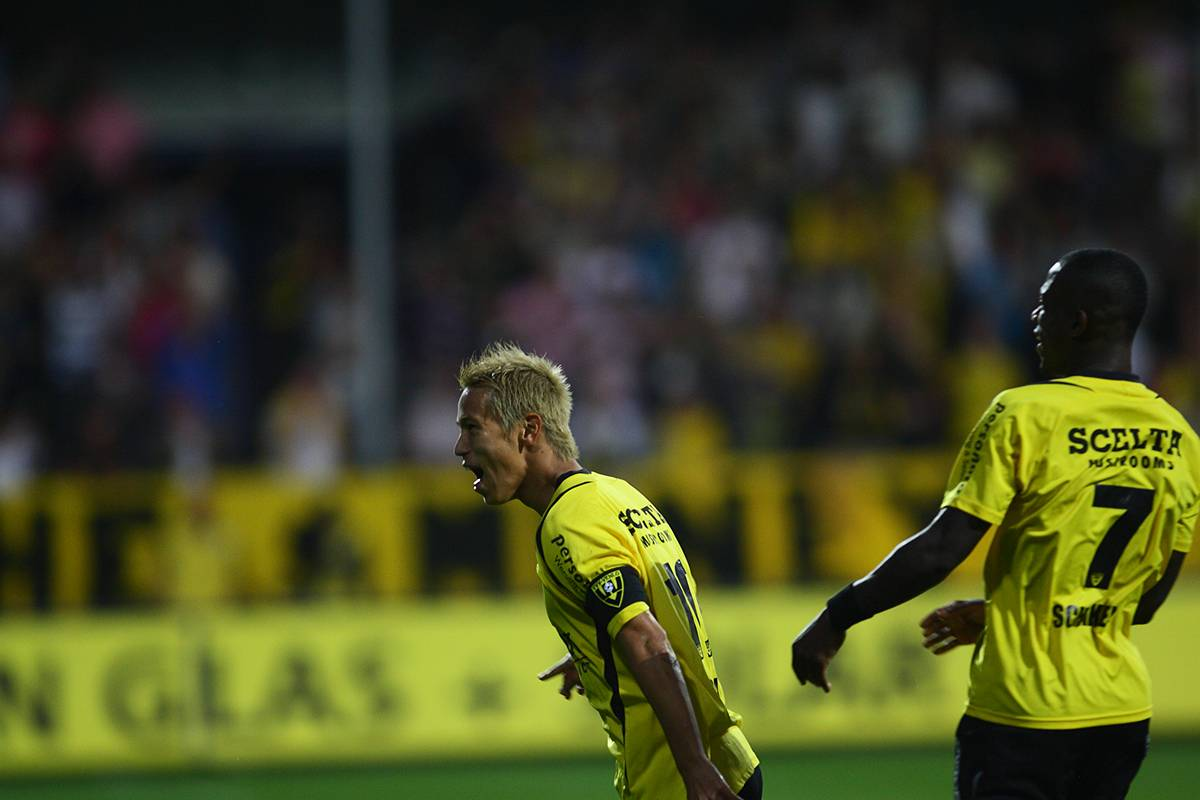
هوندا يحتفل بهدف سجله في 22 أغسطس 2009

في 16 يناير 2008، وقّع سنتين ونص السنة مع الجانب الهولندي فنلو، وأصبح معروفاً بـ 'Keizer Keisuke" (الإمبراطور كيسكي) بين مشجعين فنلو 
كما تم اختيار هوندا كأفضل لاعب في الموسم 08-09, وكان أيضاً القائد لهذا الفريق في منتصف الموسم 08-09 وحتى انتقاله من الفريق في النصف الأول من الموسم التالي 09-10

### سسكا موسكو
في نهاية ديسمبر 2009، انتقل هوندا إلى سسكا موسكو لـِ مُدة أربع سنوات.
وسجل أول هدف لهُ «هوندا» مع فريق سيسكا موسكو في دوري أبطال أوروبا ضد فريق إشبيلية  الإسباني في دور الـ 16 في 16/3/2010 في مباراة العودة بـِ إسبانيا حيثُ سجل هدف الفوز لفريقه الثاني بعد زميله توماس نيتسيد حيثُ كانت النتيجة متعادلة 1-1، وضمن سسكا موسكو الروسي الفوز بمجموع المباراتين (3-2) ليتاهل للدور الربع النهائي من البطولة، ويكون بذلك هوندا أول لاعب ياباني يلعب دور الربع النهائي مع فريق أوروبي وكذلك يسجل في مرحلة خروج المغلوب.
سجل هوندا أول اهداف مع فريق سسكا موسكو في الدوري الروسي في 12 مارس 2010، في مباراة على أرض سيسكا ضد فريق امكار بيرم. وسجل الهدف في الدقيقة الثالثة من الوقت المحتسببدل الضائع
ليفوز الفريق في تلك المباراة 1-0.

## مسيرته الدولية
لعب هوندا مع منتخب اليابان للشباب في كأس العالم 2005، ولعب للفريق الوطني الأولمبي الذي تأهل للعب في دورة الألعاب الأولمبية ببكين عام 2008 لكرة القدم.
ولعب أول مباراة دولية لهُ مع المنتخب الأول في 22 يونيو 2008 في التصفيات المؤهلة لكأس العالم امام البحرين. وسجل هوندا أول اهدافه الدولية مع اليابان في 27 مايو 2009 في مباراة دولية
ضد منتخب التشيلي في ملعب ناغاي في مدينة اوساكا اليابانية.

### كأس العالم 2010
في كأس العالم 2010 كان هوندا أحد اللاعبين الأساسيين للمنتخب، وقد سجل أول أهدافه في بطولات كأس العالم وكذلك أول اهداف اليابان في تلك البطولة امام الكاميرون والتي انتهت المباراة على
هذا الهدف، وكان هوندا رجل تلك المباراة بلا منازع. في المباراة الأخيرة بالمجموعة ذاتها (الثالثة) كانت امام الدنمارك وسجل هوندا هدفاً في الدقيقة "17 من المباراة من ركلة حرّة على بعد 30 ياردة
وساعد زملائه في المباراة للخروج فائزين بنتيجة 3-1 ويتاهل الفريق للدور التالي، وكان هوندا أيضاً رجل المباراة للمرة الثانية في البطولة بعد الأداء الرائع له في تلك المباراة.
في دور الـ 16 من تلك البطولة كانت المواجهة ضد منتخب بارغواي، وانتهت المباراة بوقتيها الأصلي والإضافي بالتعادل السلبي 0-0, ليحتكم الفريقان لركلات الجزاء
سجل هوندا الركلة الثالثة بنجاح  لكن زميلهُ في الفريق يوييشي كومانو اضاع الركلة الرابعة، وتسجل البارغواي الركلة الحاسمة وتتاهل للدور الربع النهائي.

### كأس آسيا 2011
في كأس آسيا 2011 والتي أقيمت في دولة قطر، كان هوندا في التشكيلة الأساسية ضد منتخب سوريا.. وفازت اليابان في تلك المباراة بفضل هدف كيسوكي من ركلة جزاء، وتحصل على
جائزة أفضل لاعب في المباراة. في الدور نصف النهائي من البطولة كانت المباراة ضد منتخب كوريا الجنوبية.. وتحصل هوندا على ركلة جزاء لكنهُ لم ينجح في تسجيلها بعد ان
ارتدت من الحارس الكوري ريونغ سونغ يونغ، ولكن لحسن حظهِ تابعها زميله هاجيمي هوسوغاي، وتحصل هوندا مرةً أخرى على جائزة أفضل لاعب في تلك المباراة المارثونية.
وكان هوندا قد تحصل على جائزة أفضل لاعب في بطولة امم آسيا 2011 بالدوحة.

## حياته الشّخصية
كان شقيق هوندا لاعباً لكرة القدم، وكذلك عمهُ دايزابورو هوندا، والذي مثل اليابان في أولمبياد طوكيو عام 1964، كما كان ابن دايزابورو وابن عمّ كيسوكي هوندا، مصارعاً حيث شارك في ثلاث دورات أولمبية أعوام 1984، 1988، 1992 والآن هو مُصارع محترف.

## احصائيات وأرقام
بتاريخ 17 مارس 2011

### الأندية
| النادي         | الموسم                        | الدوري    | الدوري  | الكأس     | الكأس   | كأس الدوري | كأس الدوري | دوري الأبطال | دوري الأبطال | أخرى*     | أخرى*   | المجموع   | المجموع |
| النادي         | الموسم                        | المشاركات | الأهداف | المشاركات | الأهداف | المشاركات  | الأهداف    | المشاركات    | الأهداف      | المشاركات | الأهداف | المشاركات | الأهداف |
| -------------- | ----------------------------- | --------- | ------- | --------- | ------- | ---------- | ---------- | ------------ | ------------ | --------- | ------- | --------- | ------- |
| ناغويا غرامبوس | 2004                          | 0         | 0       | -         | -       | 1          | 0          | -            | -            | -         | -       | 1         | 0       |
| ناغويا غرامبوس | 2005                          | 31        | 2       | 2         | 0       | 2          | 0          | -            | -            | -         | -       | 35        | 2       |
| ناغويا غرامبوس | 2006                          | 29        | 6       | 1         | 0       | 4          | 2          | -            | -            | -         | -       | 34        | 8       |
| ناغويا غرامبوس | 2007                          | 30        | 3       | 2         | 0       | 3          | 0          | -            | -            | -         | -       | 35        | 3       |
| ناغويا غرامبوس | Total                         | 90        | 11      | 5         | 0       | 10         | 2          | -            | -            | -         | -       | 105       | 13      |
| فنلو           | 2007–08                       | 14        | 2       | -         | -       | -          | -          | -            | -            | 3         | 0       | 17        | 2       |
| فنلو           | 2008–09                       | 36        | 16      | 1         | 0       | -          | -          | -            | -            | -         | -       | 37        | 16      |
| فنلو           | 2009–10                       | 18        | 6       | 2         | 2       | -          | -          | -            | -            | -         | -       | 20        | 8       |
| فنلو           | المجموع                       | 68        | 24      | 3         | 2       | -          | -          | -            | -            | 3         | 0       | 74        | 26      |
| سسكا موسكو     | 2010                          | 28        | 4       | 1         | 0       | -          | -          | 4            | 1            | 8         | 1       | 41        | 6       |
| سسكا موسكو     | الدوري الروسي الممتاز 2011–12 | 6         | 2       | 4         | 0       | -          | -          |              |              | 3         | 0       | 13        | 2       |
| سسكا موسكو     | المجموع                       | 34        | 6       | 5         | 0       | -          | -          | 4            | 1            | 11        | 1       | 54        | 8       |
| المجموع الكلّي  | المجموع الكلّي                 | 192       | 41      | 13        | 2       | 10         | 2          | 4            | 1            | 14        | 1       | 233       | 47      |

* تشمل مسابقات تنافسية أخرى، بما في ذلك الدوري الهولندي / دوري الدرجة الأولى «الهبوط» وكأس السوبر الروسي والدوري الأوروبي.

### المنتخب

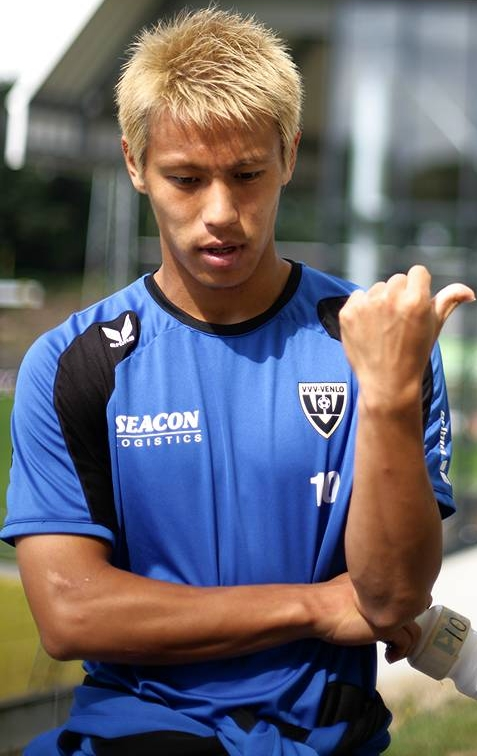
هوندا في التمرينات (21 أغسطس, 2009)

| منتخب اليابان الدولة الوطني | منتخب اليابان الدولة الوطني | منتخب اليابان الدولة الوطني |
| السنة                       | الظهور                      | الأهداف                     |
| --------------------------- | --------------------------- | --------------------------- |
| 2008                        | 1                           | 0                           |
| 2009                        | 10                          | 3                           |
| 2010                        | 12                          | 3                           |
| 2011                        | 6                           | 1                           |
| المجموع                     | 29                          | 7                           |

### الأهداف الدولية

#### تحت 23 سنة
| #  | التاريخ        | الملعب                                     | الخصم     | سجّل | النتيجة | المنافسة                               |
| -- | -------------- | ------------------------------------------ | --------- | --- | ------- | -------------------------------------- |
| 1. | 7 أغسطس 2006   | استاد تشينهوانغداو الأولمبي ‏، تشينهوانغداو | الصين     | 1–0 | 2–0     | مباراة وديّة                            |
| 2. | 29 نوفمبر 2006 | استاد نادي قطر، الدوحة                     | باكستان   | 1–0 | 3–2     | مباراة آسيوية 2006 ‏                    |
| 3. | 18 أبريل 2007  | استاد العباسيين، دمشق                      | سوريا     | 1–0 | 2–0     | التأهيل للألعاب الأولمبية الصيفية 2008 |
| 4. | 16 مايو 2007   | استاد هونغ كونغ، هونغ كونغ                 | هونغ كونغ | 3–0 | 4–0     | التأهيل للألعاب الأولمبية الصيفية 2008 |
| 5. | 17 نوفمبر 2007 | استاد بلدي الدولي، هانوي                   | فيتنام    | 3–0 | 4–0     | التأهيل للألعاب الأولمبية الصيفية 2008 |

#### الفريق الأول
| #  | التاريخ        | الملعب                         | الخصم     | سجّل | النتيجة | المنافسة                     |
| -- | -------------- | ------------------------------ | --------- | --- | ------- | ---------------------------- |
| 1. | 27 مايو 2009   | استاد ناغاي، اوساكا            | تشيلي     | 4–0 | 4–0     | كأس كرين 2009                |
| 2. | 10 أكتوبر 2009 | استاد نيسان، يوكوهاما          | إسكتلندا  | 2–0 | 2–0     | مباراة وديّة                  |
| 3. | 14 أكتوبر 2009 | استاد مياجي، ريفو              | توغو      | 5–0 | 5–0     | مباراة وديّة                  |
| 4. | 3 مارس 2010    | استاد تويوتا، تويوتا           | البحرين   | 2–0 | 2–0     | تصفيات كأس آسيا المؤهلة 2011 |
| 5. | 14 يونيو 2010  | استاد فري ستايت، بلومفونتين    | الكاميرون | 1–0 | 1–0     | كأس العالم 2010              |
| 6. | 24 يونيو 2010  | استاد رويال بافوكينج، روستنبرج | الدنمارك  | 1–0 | 3–1     | كأس العالم 2010              |
| 7. | 13 يناير 2011  | استاد نادي قطر، الدوحة         | سوريا     | 2–1 | 2–1     | كأس آسيا 2011                |

### مباريات في المسابقات الكبرى
| الفريق  | المنافسة                              | الفئة  | المباراة | المباراة | الأهداف | نتائج الفريق       |
| الفريق  | المنافسة                              | الفئة  | أساسي    | بديل     | الأهداف | نتائج الفريق       |
| ------- | ------------------------------------- | ------ | -------- | -------- | ------- | ------------------ |
| اليابان | كأس العالم للشباب 2005                | تحت 20 | 1        | 0        | 0       | دور الـ 16         |
| اليابان | تصفيات الألعاب الأولمبية الصيفية 2008 | تحت 22 | 10       | 0        | 3       | الأدوار التأهيلية  |
| اليابان | الألعاب الأولمبية الصيفية 2008        | تحت 23 | 3        | 0        | 0       | الجولة الأولى      |
| اليابان | تصفيات كأس العالم 2010                | الأول  | 1        | 2        | 0       | الأدوار التأهليلية |
| اليابان | تصفيات كأس آسيا 2011                  | الأول  | 1        | 2        | 1       | الأدوار التأهيلية  |
| اليابان | كأس العالم 2010                       | الأول  | 4        | 0        | 2       | دور الـ 16         |
| اليابان | كأس آسيا 2011                         | الأول  | 5        | 0        | 1       | بطل المسابقة       |

## الجوائز والأوسمة

### اليابان
- كأس آسيا: 1

2011
- كأس كيرين: 2

كأس كيرين، 2009

### الأندية
فنلو
- كأس إيريست ديفيجي: 1

2008–09
سسكا موسكو
- كوبا ديل سول: 1

2010
- كأس روسيا: 1

كأس روسيا لكرة القدم 2010–11

### الجوائز الفردية
- أفضل لاعب في كأس آسيا: 1

كأس آسيا 2011
- أفضل لاعب في كأس إيريست دسفجي: 1

2008–09
- لاعب العام في اليابان: 1

2010

## وصلات خارجية
- كيسوكي هوندا على موقع الاتحاد الدولي (مؤرشف)  (الإنجليزية)
- كيسوكي هوندا على موقع الاتحاد الأوربي (الإنجليزية)
- كيسوكي هوندا على موقع رابطة كرة القدم اليابانية للمحترفين (اليابانية)
- كيسوكي هوندا على موقع إي إس بي إن إف سي (الإنجليزية)
- كيسوكي هوندا على موقع قاعدة بيانات كرة القدم.إي يو (الإنجليزية)
- كيسوكي هوندا على موقع ليكيب (الفرنسية)
- كيسوكي هوندا على موقع ناشيونال فوتبول تيمز (الإنجليزية)
- كيسوكي هوندا على موقع Soccerbase.com (لاعب) (الإنجليزية)
- كيسوكي هوندا على موقع Soccerway.com (الإنجليزية)
- كيسوكي هوندا على موقع عالم كرة القدم.نت (الإنجليزية)
- Official site (باليابانية)
- Keisuke Honda – balance inc. (sports management company) (باليابانية) (بالإنجليزية)
- ESPN Profile نسخة محفوظة 24 أكتوبر 2012 على موقع واي باك مشين.
- pfc-cska.org Profile نسخة محفوظة 7 يونيو 2011 على موقع واي باك مشين.
- كورة هوندا كيسكي Profile(بالعربية)
- كيسوكي هوندا(بالإنجليزية)